# 朝鮮孝宗
朝鲜孝宗（：／ Joseon Hyojong；1619年7月3日—1659年6月23日），是朝鲜王朝的第17代君主，1649年至1659年在位。姓李，名淏（：／ Yi Ho），字靜淵，號竹梧。廟號孝宗，諡號宣文章武神圣显仁明义正德大王（清朝賜諡忠宣王），葬於骊州宁陵。

## 生平
孝宗本為仁祖李倧與仁烈王后韓氏的次子，生於光海君十一年（1619年）五月二十二日，仁祖四年（1626年）封為鳳林大君，仁祖九年（1631年）與張維之女成婚。
丙子胡亂後，與其兄昭顯世子曾一同在盛京為人質，沒想到回國後不久昭顯世子卻暴病而亡，孝宗才成為世子。
或许是在盛京為人質时受氣的缘故，孝宗對清朝十分蔑視，堅信古訓曰：「胡人無百年之運」，依然向明朝尊崇。他為了揮兵北伐清朝，而起用西人黨的宋時烈。除了公家文书，清朝的年號被棄而不用，而使用崇禎的年號。
孝宗北伐灭清的企圖曝光，受到清朝的調查和警告（「六使詰責」），令孝宗抱憾而終。孝宗十年（1659年）五月四日，昇遐於昌德宮大造殿，享年四十一歲。

## 家庭

### 妻妾
| 稱號         | 生卒年         | 本貫 | 父母                              | 備註 |
| ------------ | -------------- | ---- | --------------------------------- | --- |
| 仁宣王后張氏 | 1618年－1674年 | 德水 | 新豊府院君張維 永嘉府夫人安東金氏 | ①仁祖九年與鳳林大君成婚，初封「豐安府夫人」。 ②又稱「孝肅王大妃」。                                       |
| 安嬪李氏     | 1622年－1693年 | 慶州 | 李應憲                            | 李孝達、李信達為安嬪的兄弟。                                                                              |
| 內人金氏     | ？－？         |      | 金以善                            | 本名常業，為仁宣王后所器重之承恩內人，舉行仁宣王后之喪禮時，與福昌君李楨通姦，後流放於三水 史稱紅袖之變。 |

### 子
| 序     | 稱號     | 名 | 生卒年         | 生母     | 配偶             | 備註             |
| ------ | -------- | -- | -------------- | -------- | ---------------- | ---------------- |
| 嫡長子 | 顯宗大王 | 棩 | 1641年－1674年 | 仁宣王后 | 明聖王后清風金氏 | 朝鮮第18代君主。 |
|        | 大君     |    | ？－1642年     | 仁宣王后 | 無               | 早卒，無封號。   |
|        | 大君     |    | ？－？         | 仁宣王后 | 無               | 早卒，無封號。   |

### 女
| 序     | 稱號     | 名   | 生卒年         | 生母/父母   | 配偶              | 備註 |
| ------ | -------- | ---- | -------------- | ----------- | ----------------- | --- |
| 嫡長女 | 淑愼公主 |      | ？－？         | 仁宣王后    | 無                | ①早卒，贈郡主。朝鮮肅宗元年（清康熙十四年、1675年）八月初五日追贈為公主。 ②一說1635年出生，卒於1637年。 |
| 嫡二女 | 淑安公主 |      | 1636年－1697年 | 仁宣王后    | 益平尉洪得箕      | |
| 嫡三女 | 淑明公主 |      | 1640年－1699年 | 仁宣王后    | 靑平尉沈益顯      | |
| 嫡四女 | 淑徽公主 |      | 1642年－1696年 | 仁宣王后    | 寅平尉鄭齊賢      | |
|        | 公主     |      | ？－1644年     | 仁宣王后    |                   | 1643年或1644年出生，只出生數月，1644年（甲申年）三月十三日夭折。                                        |
| 嫡五女 | 淑靜公主 |      | 1646年－1668年 | 仁宣王后    | 東平尉鄭載崙      | |
| 嫡六女 | 淑敬公主 |      | 1648年－1671年 | 仁宣王后    | 興平尉元夢鱗      | |
| 庶長女 | 淑寧翁主 |      | 1649年－1668年 | 安嬪李氏    | 錦平尉朴弼成      | |
| 養女   | 義順公主 | 愛淑 | 1635年－1662年 | 李愷胤 柳氏 | 睿亲王多爾袞 博洛 | 成宗的來孫女，錦林君李愷胤的嫡三女，孝宗元年（1650年）封公主。                                          |

### 其他
⒈孝宗與仁宣王后的長女，卒於仁祖23年（1645年）8月2日，依郡主例辦理喪事。生年不詳，只能從郡主「中殤」的紀錄，判斷她在12－15歲之間過世。不過若是金尙憲（1570年－1652年）所著的《郡主挽詞》與李植（1584年－1647年）所著的《郡主挽》指的皆為該名郡主，那麼郡主應生於1634年，卒於1645年，得年12歲。另外根據張維所著的《仁烈王后長陵誌》，仁烈王后於仁祖十三年（1635年）十二月九日薨逝時，鳳林大君與張氏，只有一女，因此淑愼公主生於哪一年，還需要更多資料證實。
| 今年又見去年哀。層峰之淚舐犢愛。芳魂寂寞歸何處。陳跡唯餘粧奩在。玉女樓臺路阻脩。天上那能去鳴珮。中心漠漠口唏噓。落日悠悠雲靆靉。可憐甁雀縠難掩。痛哭生前見不再。 |

| 去年吾家喪愛女。今歲君家亦喪愛。兩家孩童非凡骨。孑孑精魂今何在。天上若無神仙已。應隨玉女鳴玉珮。河漢不盡水悠悠。乾坤無際雲靉靉。已矣覆水難可收。可憐長逝更不再。 |

| 生長深宮十二年。異恩偏荷至尊憐。芳猷早著人爭頌。神理難憑壽未延。薤曲曉哀辭震邸。佩聲秋斷隔西阡。山廻水住成環擁。分付坤靈久益堅。 |

| 窈窕天人秀。柔嘉內則儀。如何一紀促。便與九重辭。湯沐加名數。哀傷倍聖慈。秋風素滻路。草露盡漣洏。 |
| 正屬前星耀。那知婺彩淪。鸞驂沖一隻。石鏡掩孤輪。露暵靑葵曉。霜凋碧蕙春。彭殤同一算。司命意何因。 |

⒉仁祖二十三年（1645年）九月九日，仁宣王后於私邸生產（嬰兒性別不詳，亦不知何時夭逝）。

## 附註
1. ↑  .   [2014-08-18]. （原始内容存档于2019-08-13）.
2. 1 2  .   [2014-08-18]. （原始内容存档于2021-04-10）.
3. ↑  .   [2014-08-18]. （原始内容存档于2021-04-10）.
4. ↑  參考《璿源錄》、《璿源系譜記略》，早夭、無封號的王子不列入。
5. ↑  《承政院日記》仁祖20年（1642年）4月19日「藥房都提調李聖求，副提調徐景雨啓曰，伏聞鳳林大君房王孫，竟至不救云，聖候調攝中，遭此驚悼之慘，必有添傷之患，臣等不勝憂慮之至，敢來問安。答曰，與前一樣。」
6. ↑  若是仁宣王后未生下雙生子女，那麼此子應生於顯宗前。
7. ↑  《龍洲先生遺稿·仁祖憲文烈武明肅純孝大王長陵誌》……我中殿張氏，右議政新豐府院君維之女，誕三男、五女。男王世子諱某，初封世孫，今陞儲位，女長淑安公主，下嫁益平尉洪得箕，次淑明公主，其次三公主皆幼，男二早卒。……
8. ↑  淑愼公主 贈職敎旨（韓文） Archive.today的存檔，存档日期2013-04-27
9. ↑  .   [2021-12-26]. （原始内容存档于2021-11-23）.
10. ↑  《瀋館錄》卷七「……甲申正月初一日世子留鳳凰城元孫諸孫獜坪大君夫人初入來……三月初一日兩宮留駐平壤……十三日兩宮留義州鳳林大君女阿只生數月自瀋出來中路喪逝殯於義州城外……」
11. ↑  成宗→鳳安君李㦀（本生高祖：益陽君李懷）→興原君李瓊（本生曾祖：龍川君李壽鷴）→箕城君李俔→錦林君李愷胤→李愛淑
12. ↑  並非昭顯世子長女，因為當時孝宗雖尚未被冊封為世子，已有世子之名。另外《昭顯世子殯宮都監儀軌》只有紀錄三位郡主，一郡主（慶淑郡主）、二郡主（慶寧郡主）與三郡主（慶順郡主）。
13. ↑  .   [2021-04-11]. （原始内容存档于2021-04-11）.
14. ↑  .   [2021-04-10]. （原始内容存档于2021-04-10）.
15. ↑  .   [2021-04-11]. （原始内容存档于2021-04-11）.
16. ↑  《谿谷先生集·仁烈王后長陵誌》……王世子聘大司憲姜碩期女。鳳林娶新豐君張維女。生一女幼。麟坪娶校理吳端女。……
17. ↑  .   [2021-04-10]. （原始内容存档于2021-04-10）.